# Coupe intercontinentale
Pour les articles homonymes, voir Coupe intercontinentale (homonymie).
Ne pas confondre avec la Coupe intercontinentale de la FIFA.
La Coupe intercontinentale (ou Coupe européenne/sud-américaine ou Toyota Cup) est une ancienne compétition annuelle de football ayant eu lieu entre 1960 et 2004, organisée conjointement par l'UEFA et la CONMEBOL,, qui opposait les clubs vainqueurs respectivement de la Ligue des champions de l'UEFA et de la Copa Libertadores.
En 2017, le Conseil de la FIFA a reconnu officiellement tous les vainqueurs de la Coupe intercontinentale comme « clubs champions du monde »,, titre jusqu'alors réservé uniquement aux clubs remportant la Coupe intercontinentale de la FIFA (anciennement nommé Coupe du monde des clubs de la FIFA) ,.

## Format
La Coupe intercontinentale s'est déroulée dans deux formats différents durant son histoire. Initialement, entre sa date de création en 1960 et 1979, l'opposition entre les deux clubs se faisait par match aller-retour dans leurs stades respectifs. En cas d'égalité de points à l'issue des matchs aller-retour, un troisième match était organisé en appui. Par la suite, entre 1980 et sa dernière édition en 2004 il a été décidé d'organiser la confrontation sur un match unique et sur terrain neutre. Ce match avait lieu au Japon, d'abord au Stade olympique de Tokyo entre 1980 et 2001, puis au Yokohama International Stadium entre 2002 et 2004.

## Histoire
La Coupe intercontinentale fut créée en 1960. Elle se déroulait à l'origine en matchs aller-retour.
Jusqu'en 1968, la Coupe était attribuée uniquement aux points (2 points pour une victoire, 1 point pour un match nul). Peu importait donc le nombre de buts marqués. C'est pourquoi certaines éditions ont vu la tenue d'un match d'appui.
Après que certaines rencontres se furent terminées par des bagarres, plusieurs champions européens refusèrent d'y participer et laissèrent la place au finaliste de la Coupe des clubs champions européens. L'Atlético de Madrid remporta ainsi la Coupe intercontinentale en 1974 sans avoir gagné la Coupe des clubs champions précédente. En 1975 et 1978, la Coupe intercontinentale ne fut même pas disputée.
À partir de 1980, la Coupe intercontinentale a été sponsorisée par Toyota et s'est jouée sur un seul match au Stade national d'athlétisme de Kasumigaoka à Tokyo de 1980 à 2001 puis au Yokohama International Stadium à Yokohama à partir de 2002. La Fédération japonaise de football, avec la Toyota, organisait l'événement en mettant à disposition le terrain de jeu, mais l'organisation de la compétition était toujours commandée par l'UEFA et la CONMEBOL,,,.
Depuis 2004, elle a été remplacée par la Coupe intercontinentale de la FIFA.
L'Olympique de Marseille est le seul club de l'histoire vainqueur de la coupe d'Europe des champions (1993) à ne pas avoir disputé sa finale, la rencontre prévue en novembre 1993 ayant été annulée après l'exclusion du club par la FIFA à la suite de l'affaire VA-OM.
Les équipes gagnantes ont été honorées par les médias, par la communauté sportive internationale et par la FIFA elle-même (avec des textes des productions du News Center et non répertoriés sur le site Web de la FIFA comme documents officiels de l'entité) avec le titre honorifique (de facto) de « champion du monde ».
Initialement, le titre de champion du monde des clubs était réservé aux vainqueurs de la Coupe Intercontinentale de la FIFA (anciennement nommé Coupe du Monde des clubs de la FIFA). En 2017, le Conseil de la FIFA a reconnu rétrospectivement avec document officiel (de jure) tous les vainqueurs de la Coupe intercontinentale avec le titre officiel de clubs de football champions du monde,. En procédant ainsi, la FIFA reconnaît l'antériorité de la Coupe Intercontinentale, dont le vainqueur de chaque édition est désormais officiellement considéré « champion du monde » à une époque où la Coupe du monde des clubs n'existait pas. Dans les faits, la Coupe intercontinentale des clubs et la Coupe intercontinentale de la FIFA se sont chevauchées sur une courte période (2000-2004), avec une seule année, 2000, où le titre de champion du monde est effectivement doublement attribué, au vainqueur de la Coupe Intercontinentale de la FIFA (ancienne Coupe du Monde des clubs) d'un côté, et au vainqueur de la Coupe intercontinentale de l'autre. La succession entre les deux compétitions délivrant ce fameux titre mondial intervient entre 2004 (dernière édition de la coupe intercontinentale) et 2005 (année à partir de laquelle l'organisation de la Coupe intercontinentale de la FIFA devient annuelle).
Un exemple similaire est celui des champions nationaux argentins : au fil des années, sept fédérations différentes ont organisé le championnat ; l'Association du football argentin (AFA), l'actuelle fédération argentine, bien qu'elle différencie les tournois dans la liste des gagnants précisant qu'ils étaient organisés par différentes entités, reconnaît tous les titres comme officiels,.

## Participation internationale
Toutes les équipes gagnantes de la Coupe intercontinentale étaient considérées comme les champions du monde de facto des clubs,,,. Selon certains textes sur FIFA.com, en raison de la supériorité des clubs européens et sud-américains par rapport au reste du monde, déjà reflétée dans le tournoi des équipes nationales, les clubs vainqueurs de la Coupe intercontinentale étaient considérés comme des champions du monde et pouvaient revendiquer le titre symbolique de champions du monde, lors d'un championnat mondial des clubs "symbolique", tandis que la Coupe intercontinentale de la FIFA aurait une autre dimension en tant que véritable affrontement mondial des clubs,,. Ceci a été créé car, avec le temps et le développement du football en dehors de l'Europe et de l'Amérique du Sud, il était devenu "irréaliste" de continuer à conférer le titre symbolique de champion du monde aux vainqueurs de la Coupe intercontinentale, l'idée de l'élargir étant mentionnée pour la première fois en 1967 par Stanley Rous lorsque la CONCACAF et l'AFC avaient établi leurs compétitions continentales des clubs et demandé leur participation,, une expansion qui n'a eu lieu qu'en 2000 avec le Championnat du monde des clubs de la FIFA 2000. Néanmoins, certains champions européens ont commencé à décliner leur participation au tournoi après les événements de 1969. Bien que "symbolique" ou de facto en tant que championnat du monde des clubs, la Coupe intercontinentale a toujours été un titre officiel au niveau interconfédéral, l'UEFA et la CONMEBOL ayant toujours considéré toutes les éditions de la compétition comme faisant partie de leurs honneurs.

## Trophée
À partir de 1980, un deuxième trophée (en plus de la Coupe intercontinentale) a été remis au vainqueur, la Coupe Toyota, offerte par le sponsor du tournoi.

## Palmarès

### Par match aller-retour (1960-1979)
| Année | Équipe - domicile                                                     | Score                                                        | Équipe - extérieur                                           | Stade                                                        |
| ----- | --------------------------------------------------------------------- | ------------------------------------------------------------ | ------------------------------------------------------------ | ------------------------------------------------------------ |
| 1960  | Peñarol                                                               | 0 - 0                                                        | Real Madrid                                                  | Stade Centenario, Montevideo                                 |
| 1960  | Real Madrid                                                           | 5 - 1                                                        | Peñarol                                                      | Stade Santiago-Bernabéu, Madrid                              |
| 1960  | Le Real Madrid gagne par trois points à un.                           |                                                              |                                                              |                                                              |
| 1961  | Benfica                                                               | 1 - 0                                                        | Peñarol                                                      | Estádio da Luz, Lisbonne                                     |
| 1961  | Peñarol                                                               | 5 - 0                                                        | Benfica                                                      | Stade Centenario, Montevideo                                 |
| 1961  | Peñarol                                                               | 2 - 1                                                        | Benfica                                                      | Stade Centenario, Montevideo                                 |
| 1961  | Deux points partout, Peñarol remporte le match d'appui.               |                                                              |                                                              |                                                              |
| 1962  | Santos FC                                                             | 3 - 2                                                        | Benfica                                                      | Maracanã, Rio de Janeiro                                     |
| 1962  | Benfica                                                               | 2 - 5                                                        | Santos FC                                                    | Estádio da Luz, Lisbonne                                     |
| 1962  | Santos FC gagne par quatre points à zéro.                             |                                                              |                                                              |                                                              |
| 1963  | AC Milan                                                              | 4 - 2                                                        | Santos FC                                                    | Stade San Siro, Milan                                        |
| 1963  | Santos FC                                                             | 4 - 2                                                        | AC Milan                                                     | Maracanã, Rio de Janeiro                                     |
| 1963  | Santos FC                                                             | 1 - 0                                                        | AC Milan                                                     | Maracanã, Rio de Janeiro                                     |
| 1963  | Deux points partout, Santos FC remporte le match d'appui.             |                                                              |                                                              |                                                              |
| 1964  | CA Independiente                                                      | 1 - 0                                                        | Inter Milan                                                  | La Doble Visera, Avellaneda                                  |
| 1964  | Inter Milan                                                           | 2 - 0                                                        | CA Independiente                                             | Stade Giuseppe Meazza, Milan                                 |
| 1964  | Inter Milan                                                           | 1 - 0 ap                                                     | CA Independiente                                             | Stade Santiago-Bernabéu, Madrid                              |
| 1964  | Deux points partout, l'Inter Milan remporte le match d'appui.         |                                                              |                                                              |                                                              |
| 1965  | Inter Milan                                                           | 3 - 0                                                        | CA Independiente                                             | Stade Giuseppe Meazza, Milan                                 |
| 1965  | CA Independiente                                                      | 0 - 0                                                        | Inter Milan                                                  | La Doble Visera, Avellaneda                                  |
| 1965  | L'Inter Milan gagne par trois points à un.                            |                                                              |                                                              |                                                              |
| 1966  | Peñarol                                                               | 2 - 0                                                        | Real Madrid                                                  | Stade Centenario, Montevideo                                 |
| 1966  | Real Madrid                                                           | 0 - 2                                                        | Peñarol                                                      | Stade Santiago-Bernabéu, Madrid                              |
| 1966  | Peñarol gagne par quatre points à zéro.                               |                                                              |                                                              |                                                              |
| 1967  | Celtic FC                                                             | 1 - 0                                                        | Racing                                                       | Hampden Park, Glasgow                                        |
| 1967  | Racing                                                                | 2 - 1                                                        | Celtic FC                                                    | Stade Président Perón, Avellaneda                            |
| 1967  | Racing                                                                | 1 - 0                                                        | Celtic FC                                                    | Stade Centenario, Montevideo                                 |
| 1967  | Deux points partout, le Racing remporte le match d'appui.             |                                                              |                                                              |                                                              |
| 1968  | Estudiantes                                                           | 1 - 0                                                        | Manchester United                                            | La Bombonera, Buenos Aires                                   |
| 1968  | Manchester United                                                     | 1 - 1                                                        | Estudiantes                                                  | Old Trafford, Manchester                                     |
| 1968  | Estudiantes gagne à la différence de buts (score cumulé 2-1).         |                                                              |                                                              |                                                              |
| 1969  | AC Milan                                                              | 3 - 0                                                        | Estudiantes                                                  | Stade San Siro, Milan                                        |
| 1969  | Estudiantes                                                           | 2 - 1                                                        | AC Milan                                                     | La Bombonera, Buenos Aires                                   |
| 1969  | AC Milan gagne à la différence de buts (score cumulé 4-2).            |                                                              |                                                              |                                                              |
| 1970  | Estudiantes                                                           | 2 - 2                                                        | Feyenoord Rotterdam                                          | La Bombonera, Buenos Aires                                   |
| 1970  | Feyenoord Rotterdam                                                   | 1 - 0                                                        | Estudiantes                                                  | Feyenoord Stadion, Rotterdam                                 |
| 1970  | Feyenoord Rotterdam gagne à la différence de buts (score cumulé 3-2). |                                                              |                                                              |                                                              |
| 1971  | Panathinaïkos                                                         | 1 - 1                                                        | Club Nacional                                                | Stade Karaïskaki, Le Pirée                                   |
| 1971  | Club Nacional                                                         | 2 - 1                                                        | Panathinaïkos                                                | Stade Centenario, Montevideo                                 |
| 1971  | Club Nacional gagne à la différence de buts (score cumulé 3-2).       |                                                              |                                                              |                                                              |
| 1972  | CA Independiente                                                      | 1 - 1                                                        | Ajax Amsterdam                                               | La Doble Visera, Avellaneda                                  |
| 1972  | Ajax Amsterdam                                                        | 3 - 0                                                        | CA Independiente                                             | Olympisch Stadion, Amsterdam                                 |
| 1972  | Ajax Amsterdam gagne à la différence de buts (score cumulé 4-1).      |                                                              |                                                              |                                                              |
| 1973  | Juventus                                                              | 0 - 1                                                        | CA Independiente                                             | Stadio Olimpico, Rome                                        |
| 1973  | CA Independiente gagne le titre sur un match.                         |                                                              |                                                              |                                                              |
| 1974  | CA Independiente                                                      | 1 - 0                                                        | Atlético de Madrid                                           | La Doble Visera, Avellaneda                                  |
| 1974  | Atlético de Madrid                                                    | 2 - 0                                                        | CA Independiente                                             | Stade Vicente Calderón, Madrid                               |
| 1974  | Atlético de Madrid gagne à la différence de buts (score cumulé 2-1).  |                                                              |                                                              |                                                              |
| 1975  | pas de Coupe intercontinentale entre les vainqueurs de 1975.          | pas de Coupe intercontinentale entre les vainqueurs de 1975. | pas de Coupe intercontinentale entre les vainqueurs de 1975. | pas de Coupe intercontinentale entre les vainqueurs de 1975. |
| 1976  | Bayern Munich                                                         | 2 - 0                                                        | Cruzeiro                                                     | Olympiastadion München, Munich                               |
| 1976  | Cruzeiro                                                              | 0 - 0                                                        | Bayern Munich                                                | Stade Mineirão, Belo Horizonte                               |
| 1976  | Bayern Munich gagne à la différence de buts (score cumulé 2-0).       |                                                              |                                                              |                                                              |
| 1977  | Boca Juniors                                                          | 2 - 2                                                        | Borussia Mönchengladbach                                     | La Bombonera, Buenos Aires                                   |
| 1977  | Borussia Mönchengladbach                                              | 0 - 3                                                        | Boca Juniors                                                 | Wildparkstadion, Karlsruhe                                   |
| 1977  | Boca Juniors gagne à la différence de buts (score cumulé 5-2).        |                                                              |                                                              |                                                              |
| 1978  | pas de Coupe intercontinentale entre les vainqueurs de 1978.          | pas de Coupe intercontinentale entre les vainqueurs de 1978. | pas de Coupe intercontinentale entre les vainqueurs de 1978. | pas de Coupe intercontinentale entre les vainqueurs de 1978. |
| 1979  | Malmö FF                                                              | 0 - 1                                                        | Club Olimpia                                                 | Malmö Stadion, Malmö                                         |
| 1979  | Club Olimpia                                                          | 2 - 1                                                        | Malmö FF                                                     | Estadio Defensores del Chaco, Asuncion                       |
| 1979  | Club Olimpia gagne à la différence de buts (score cumulé 3-1).        |                                                              |                                                              |                                                              |

### Sur un match (1980-2004)
| Année | Vainqueur             | Score    | Finaliste            | Stade                                    |
| ----- | --------------------- | -------- | -------------------- | ---------------------------------------- |
| 1980  | Club Nacional         | 1 - 0    | Nottingham Forest FC | Stade olympique, Tokyo                   |
| 1981  | Flamengo              | 3 - 0    | Liverpool            | Stade olympique, Tokyo                   |
| 1982  | Peñarol               | 2 - 0    | Aston Villa          | Stade olympique, Tokyo                   |
| 1983  | Grêmio                | 2 - 1 ap | Hambourg SV          | Stade olympique, Tokyo                   |
| 1984  | CA Independiente      | 1 - 0    | Liverpool            | Stade olympique, Tokyo                   |
| 1985  | Juventus              | 2 - 2 ap | Argentinos Juniors   | Stade olympique, Tokyo                   |
| 1985  | 4-2 aux tirs au but   |          |                      | Stade olympique, Tokyo                   |
| 1986  | River Plate           | 1 - 0    | Steaua Bucarest      | Stade olympique, Tokyo                   |
| 1987  | FC Porto              | 2 - 1 ap | Peñarol              | Stade olympique, Tokyo                   |
| 1988  | Club Nacional         | 2 - 2 ap | PSV Eindhoven        | Stade olympique, Tokyo                   |
| 1988  | 7-6 aux tirs au but   |          |                      | Stade olympique, Tokyo                   |
| 1989  | AC Milan              | 1 - 0 ap | Atlético Nacional    | Stade olympique, Tokyo                   |
| 1990  | AC Milan              | 3 - 0    | Club Olimpia         | Stade olympique, Tokyo                   |
| 1991  | Étoile rouge Belgrade | 3 - 0    | Colo Colo            | Stade olympique, Tokyo                   |
| 1992  | São Paulo FC          | 2 - 1    | FC Barcelone         | Stade olympique, Tokyo                   |
| 1993  | São Paulo FC          | 3 - 2    | AC Milan             | Stade olympique, Tokyo                   |
| 1994  | Vélez Sársfield       | 2 - 0    | AC Milan             | Stade olympique, Tokyo                   |
| 1995  | Ajax Amsterdam        | 0 - 0 ap | Grêmio Porto Alegre  | Stade olympique, Tokyo                   |
| 1995  | 4-3 aux tirs au but   |          |                      | Stade olympique, Tokyo                   |
| 1996  | Juventus              | 1 - 0    | River Plate          | Stade olympique, Tokyo                   |
| 1997  | Borussia Dortmund     | 2 - 0    | Cruzeiro             | Stade olympique, Tokyo                   |
| 1998  | Real Madrid           | 2 - 1    | Vasco da Gama        | Stade olympique, Tokyo                   |
| 1999  | Manchester United     | 1 - 0    | Palmeiras            | Stade olympique, Tokyo                   |
| 2000  | Boca Juniors          | 2 - 1    | Real Madrid          | Stade olympique, Tokyo                   |
| 2001  | Bayern Munich         | 1 - 0 ap | Boca Juniors         | Stade olympique, Tokyo                   |
| 2002  | Real Madrid           | 2 - 0    | Club Olimpia         | Yokohama International Stadium, Yokohama |
| 2003  | Boca Juniors          | 1 - 1 ap | AC Milan             | Yokohama International Stadium, Yokohama |
| 2003  | 3-1 aux tirs au but   |          |                      | Yokohama International Stadium, Yokohama |
| 2004  | FC Porto              | 0 - 0 ap | Once Caldas          | Yokohama International Stadium, Yokohama |
| 2004  | 8-7 aux tirs au but   |          |                      | Yokohama International Stadium, Yokohama |

## Statistiques

### Arbitres
À voir : Liste des arbitres ayant officié au moins un match de la Coupe intercontinentale

### Bilan par pays
| Rang | Pays        | Victoires | Finales perdues |
| ---- | ----------- | --------- | --------------- |
| 1    | Argentine   | 9         | 9               |
| 2    | Italie      | 7         | 5               |
| 3    | Brésil      | 6         | 5               |
| 4    | Uruguay     | 6         | 2               |
| 5    | Espagne     | 4         | 3               |
| 6    | Allemagne   | 3         | 2               |
| 7    | Pays-Bas    | 3         | 1               |
| 8    | Portugal    | 2         | 2               |
| 9    | Angleterre  | 1         | 5               |
| 10   | Paraguay    | 1         | 2               |
| 11   | Yougoslavie | 1         | 0               |
| 12   | Colombie    | 0         | 2               |
| 13   | Écosse      | 0         | 1               |
| 13   | Grèce       | 0         | 1               |
| 13   | Suède       | 0         | 1               |
| 13   | Roumanie    | 0         | 1               |
| 13   | Chili       | 0         | 1               |

### Bilan par club
| Rang | Club                     | Victoires (éditions) | Finales perdues (éditions) |
| ---- | ------------------------ | -------------------- | -------------------------- |
| 1    | AC Milan                 | 3 (1969, 1989, 1990) | 4 (1963, 1993, 1994, 2003) |
| 2    | Peñarol                  | 3 (1961, 1966, 1982) | 2 (1960, 1987)             |
| 2    | Real Madrid              | 3 (1960, 1998, 2002) | 2 (1966, 2000)             |
| 4    | Boca Juniors             | 3 (1977, 2000, 2003) | 1 (2001)                   |
| 5    | Club Nacional            | 3 (1971, 1980, 1988) | 0                          |
| 6    | CA Independiente         | 2 (1973, 1984)       | 4 (1964, 1965, 1972, 1974) |
| 7    | Juventus                 | 2 (1985, 1996)       | 1 (1973)                   |
| 8    | Santos FC                | 2 (1962, 1963)       | 0                          |
| 8    | Inter Milan              | 2 (1964, 1965)       | 0                          |
| 8    | São Paulo FC             | 2 (1992, 1993)       | 0                          |
| 8    | Ajax Amsterdam           | 2 (1972, 1995)       | 0                          |
| 8    | Bayern Munich            | 2 (1976, 2001)       | 0                          |
| 8    | FC Porto                 | 2 (1987, 2004)       | 0                          |
| 14   | Estudiantes              | 1 (1968)             | 2 (1969, 1970)             |
| 14   | Club Olimpia             | 1 (1979)             | 2 (1990, 2002)             |
| 16   | Grêmio                   | 1 (1983)             | 1 (1995)                   |
| 16   | Manchester United        | 1 (1999)             | 1 (1968)                   |
| 16   | River Plate              | 1 (1986)             | 1 (1996)                   |
| 19   | Racing                   | 1 (1967)             | 0                          |
| 19   | Feyenoord Rotterdam      | 1 (1970)             | 0                          |
| 19   | Atlético de Madrid       | 1 (1974)             | 0                          |
| 19   | Flamengo                 | 1 (1981)             | 0                          |
| 19   | Étoile rouge de Belgrade | 1 (1991)             | 0                          |
| 19   | Vélez Sársfield          | 1 (1994)             | 0                          |
| 19   | Borussia Dortmund        | 1 (1997)             | 0                          |
| 26   | Benfica                  | 0                    | 2 (1961, 1962)             |
| 26   | Liverpool                | 0                    | 2 (1981, 1984)             |
| 26   | Cruzeiro                 | 0                    | 2 (1976, 1997)             |
| 29   | Celtic Glasgow           | 0                    | 1 (1967)                   |
| 29   | Panathinaïkós            | 0                    | 1 (1971)                   |
| 29   | Borussia Mönchengladbach | 0                    | 1 (1977)                   |
| 29   | Malmö FF                 | 0                    | 1 (1979)                   |
| 29   | Nottingham Forest        | 0                    | 1 (1980)                   |
| 29   | Aston Villa              | 0                    | 1 (1982)                   |
| 29   | Hambourg SV              | 0                    | 1 (1983)                   |
| 29   | Argentinos Juniors       | 0                    | 1 (1985)                   |
| 29   | Steaua Bucarest          | 0                    | 1 (1986)                   |
| 29   | PSV Eindhoven            | 0                    | 1 (1988)                   |
| 29   | Atlético Nacional        | 0                    | 1 (1989)                   |
| 29   | Colo Colo                | 0                    | 1 (1991)                   |
| 29   | FC Barcelone             | 0                    | 1 (1992)                   |
| 29   | Vasco da Gama            | 0                    | 1 (1998)                   |
| 29   | Palmeiras                | 0                    | 1 (1999)                   |
| 29   | Once Caldas              | 0                    | 1 (2004)                   |

### Bilan par confédération
| Rang | Confédération              | Victoires |
| ---- | -------------------------- | --------- |
| 1    | CONMEBOL (Amérique du Sud) | 22        |
| 2    | UEFA (Europe)              | 21        |

## Hommes du match
Depuis 1980.
| Année | Joueur               | Équipe                   |
| ----- | -------------------- | ------------------------ |
| 1980  | Waldemar Victorino   | Nacional                 |
| 1981  | Zico                 | Flamengo                 |
| 1982  | Jair                 | Peñarol                  |
| 1983  | Renato Gaúcho        | Grêmio                   |
| 1984  | José Percudani       | Independiente            |
| 1985  | Michel Platini       | Juventus                 |
| 1986  | Antonio Alzamendi    | River Plate              |
| 1987  | Rabah Madjer         | FC Porto                 |
| 1988  | Santiago Ostolaza    | Nacional                 |
| 1989  | Alberigo Evani       | AC Milan                 |
| 1990  | Frank Rijkaard       | AC Milan                 |
| 1991  | Vladimir Jugović     | Étoile rouge de Belgrade |
| 1992  | Raí                  | São Paulo FC             |
| 1993  | Cerezo               | São Paulo FC             |
| 1994  | Omar Asad            | Vélez Sársfield          |
| 1995  | Danny Blind          | Ajax                     |
| 1996  | Alessandro Del Piero | Juventus                 |
| 1997  | Andreas Möller       | Borussia Dortmund        |
| 1998  | Raúl                 | Real Madrid              |
| 1999  | Ryan Giggs           | Manchester United        |
| 2000  | Martín Palermo       | Boca Juniors             |
| 2001  | Samuel Kuffour       | Bayern Munich            |
| 2002  | Ronaldo              | Real Madrid              |
| 2003  | Matías Donnet        | Boca Juniors             |
| 2004  | Maniche              | Porto                    |

## Meilleurs buteurs
| Rang | Joueur          | Équipe      | Buts | Détail                          |
| ---- | --------------- | ----------- | ---- | ------------------------------- |
| 1    | Pelé            | Santos FC   | 7    | 5 en 1962, 2 en 1963            |
| 2    | Alberto Spencer | Peñarol     | 6    | 1 en 1960, 2 en 1961, 3 en 1966 |
| 3    | José Sasía      | Peñarol     | 3    | 3 en 1961                       |
| 3    | Joaquim Santana | Benfica     | 3    | 3 en 1962                       |
| 3    | Pepe            | Santos FC   | 3    | 1 en 1962, 2 en 1963            |
| 3    | Sandro Mazzola  | Inter Milan | 3    | 1 en 1964, 2 en 1965            |
| 3    | Luis Artime     | Nacional    | 3    | 3 en 1971                       |